# トーキョーズ・ウェイ!
『トーキョーズ・ウェイ!』は、私立恵比寿中学の期間限定シングル（メジャー15枚目、インディーズを含めると通算21枚目）である。2024年1月31日にSME Recordsから発売された。

## 概要
2024年2月28日発売の私立恵比寿中学8枚目のアルバム『indigo hour』の先行マキシシングルとなる。販売形態は期間生産限定盤の1タイプであり、2024年6月末日までの期間生産となっている。
TOKYO MXほかで放送されたアニメ『マッシュル-MASHLE- 神覚者候補選抜試験編』のエンディングテーマに使用された。
ジャケットのビジュアルは、恵比寿駅（JR東日本）の西口にあるゑびす像の前で『マッシュル-MASHLE-』のマッシュ・バーンデッドを含むアドラ寮の1年生5人組が集まっているアニメ絵となっている。ジャケットの構図は私立恵比寿中学メンバーの真山りかが提案した。
2024年2月16日深夜に生放送された『オールナイトフジコ』（フジテレビ）にてライブパフォーマンスを披露した。（パフォーマンスは私立恵比寿中学メンバー全員出演で事前収録。生放送には真山りかと星名美怜が出演。）同日同番組冒頭にてフジコーズが「ウェーイTOKYO」を披露したことで同番組内で曲名が被っているという声が上がったが、真山が「「ウェーイTOKYO」と振付師も一緒だが、「トーキョーズ・ウェイ!」の方は道の「ウェイ」である点が違う。」と説明した。
また、2024年8月2日深夜に生放送された『オールナイトフジコ』にて私立恵比寿中学による「トーキョーズ・ウェイ!」のパフォーマンスに引き続いて「ウェーイTOKYO」をフジコーズと私立恵比寿中学によるコラボパフォーマンスを披露した。（私立恵比寿中学は真山りか・安本彩花・星名美怜・小林歌穂・中山莉子・桜木心菜の6名が事前収録にて出演。）
本作はリリース時には15thシングルとして発表され、その後も同様に扱われていたが、2025年1月4日に「期間限定シングル」扱いに変更され、次作が15thシングルとなった。

## 収録曲
（私立恵比寿中学：真山りか・安本彩花・星名美怜・小林歌穂・中山莉子・桜木心菜・小久保柚乃・風見和香・桜井えま・仲村悠菜）

### 期間生産限定盤
1. トーキョーズ・ウェイ!
作詞・作曲：細井涼介・林武蔵
編曲：林武蔵・細井涼介
TOKYO MXほかで放送されたアニメ『マッシュル-MASHLE- 神覚者候補選抜試験編』エンディングテーマ
アルバム『indigo hour』（2024年）にも収録
2. トーキョーズ・ウェイ! -Moe Shop Remix-
世界のクラブシーンやゲーム業界から支持されるフランス出身のプロデューサー／DJとして活躍するMoe ShopのRemixバージョン
3. トーキョーズ・ウェイ! -TV size-
4. トーキョーズ・ウェイ! -instrumental-

## リリース日一覧
| 地域 | リリース日    | レーベル    | 規格                 | カタログ番号                |
| ---- | ------------- | ----------- | -------------------- | --------------------------- |
| 日本 | 2024年1月31日 | SME Records | CD（マキシシングル） | SECL-2935（期間生産限定盤） |